# Sągnity
Sągnity (niem. Sangnitten) – wieś w Polsce, położona w województwie warmińsko-mazurskim, w powiecie bartoszyckim, w gminie Górowo Iławeckie. 
W latach 1975–1998 wieś administracyjnie należała do województwa olsztyńskiego.
Większość obszaru przyległego do wsi zajmuje glinianka, eksploatowana przez przedsiębiorstwo „Cegielnia Sągnity”.
Nazwa wsi wywodzi się od imienia pruskiego Santop – właściciela lub założyciela wsi. Pierwotna nazwa wsi brzmiała Zanthoniten.
| SIMC    | Nazwa     | Rodzaj    |
| ------- | --------- | --------- |
| 0474407 | Gniewkowo | część wsi |

## Historia
Wieś wzmiankowana w dokumentach z roku 1414, przy okazji spisywania strat wojennych (wojna polsko-krzyżacka). W tym czasie nosiła nazwę Zanthoniten.
Szkoła we wsi powstała w połowie XVIII wieku. W 1935 r. pracowało w niej dwóch nauczycieli i uczyło się 87 uczniów. W 1939 r. we wsi mieszkało 369 osób.
W 1983 r. we wsi było 39 domów z 231 mieszkańcami. W tym czasie było tu 41 indywidualnych gospodarstw rolnych, gospodarujących na 252 ha ziemi oraz hodujących 164 sztuk bydła (w tym 92 krowy mleczne), 141 sztuk trzody chlewnej, 27 koni i 31 owiec. We wsi była szkoła podstawowa (filia), klub, biblioteka, boisko sportowe, leśnictwo, cegielnia, mleczarnia, zakład remontowo-budowlany. W cegielni i mleczarni łącznie zatrudnionych było 62 osoby.